# Vincenzo De Grazia
Vincenzo De Grazia (Mesoraca, 19 febbraio 1785 – Napoli, 20 novembre 1856) è stato un filosofo, politico e ingegnere italiano.

## Biografia
Nacque a Mesoraca dai nobili Baroni Marco e Laura Brondolillo studiò a Napoli nel collegio reale di S. Carlo alle Mortelle dove venne condotto, dalla natia Calabria, da uno zio dell'ordine dei Teatini all'età di 5 anni.Frequento' successivamente le scuole della Reale Accademia militare Nunziatella dedicandosi all'approfondimento degli studi di matematica e acquisendo la laurea in ingegneria e nel 1811, durante il regno di Gioacchino Murat, si arruolò nel genio militare nell'esercito delle Due Sicilie. Si dedicò alla filosofia da autodidatta: il suo pensiero ebbe poca diffusione mentre era in vita, e non riuscì a succedere a Pasquale Galluppi all'università di Napoli dopo la morte di quest'ultimo (1846).
De Grazia si oppose al Criticismo kantiano e all'Idealismo hegeliano in nome dell'esperienza. Negli ultimi anni cercò di conciliare il suo realismo gnoseologico con la filosofia tomistica.

## Onorificenze e nomine
Deputato nel Parlamento napoletano per il distretto di Catanzaro (1848),socio della societa' economica della Calabria dal (1839),socio corrispondente della R.Accademia dei Peloritani (1842),socio dell'Accademia Pontaniana (dopo il 1844),socio onorario dell'Accademia dei Valentini (1842),socio onorario della R.Società economica della provincia di Cosenza (1853).

## Opere
- Discorso su l'architettura del teatro moderno, Napoli, Saverio Giordano, 1825.
- Saggio su la realtà della scienza umana, Napoli, Tipografia Flautina, 1839.
- Su la logica di Hegel e su la filosofia speculativa, Napoli, Tipografia de' Gemelli, 1850.
- Prospetto della filosofia ortodossa, Napoli, Stab. tip. del Poliorama pittoresco, 1851.
- Considerazioni sopra 'l discorso di Galileo Galilei intorno alle cose che stanno su l'acqua, e che in quella si muovono, Firenze, Zanobi Pignonj, 1613.